# Sportvagns-VM 2016
Sportvagns-VM 2016 (en. 2016 FIA World Endurance Championship) var den femte säsongen av internationella bilsportförbundet FIA:s världsmästerskap i sportvagnsracing. Mästerskapet omfattar 9 deltävlingar.

## Tävlingskalender
| Datum        | Tävling                           | Segrare LMP1 Team                             | Segrare LMP2 Team                                  | Segrare LMGTE Pro Team                 | Segrare LMGTE Am Team                                   |
| Datum        | Tävling                           | Segrare LMP1 Förare                           | Segrare LMP2 Förare                                | Segrare LMGTE Pro Förare               | Segrare LMGTE Am Förare                                 |
| ------------ | --------------------------------- | --------------------------------------------- | -------------------------------------------------- | -------------------------------------- | ------------------------------------------------------- |
| 17 april     | Silverstone 6-timmars             | Porsche Team                                  | RGR Sport by Morand                                | AF Corse                               | AF Corse                                                |
| 17 april     | Silverstone 6-timmars             | Marc Lieb Neel Jani Romain Dumas              | Filipe Albuquerque Bruno Senna Ricardo González    | Davide Rigon Sam Bird                  | François Perrodo Emmanuel Collard Rui Águas             |
| 7 maj        | Spa 6-timmars                     | Audi Sport Team Joest                         | Signatech Alpine                                   | AF Corse                               | Aston Martin Racing                                     |
| 7 maj        | Spa 6-timmars                     | Oliver Jarvis Lucas di Grassi Loïc Duval      | Gustavo Menezes Nicolas Lapierre Stéphane Richelmi | Davide Rigon Sam Bird                  | Paul Dalla Lana Pedro Lamy Mathias Lauda                |
| 18-19 juni   | Le Mans 24-timmars                | Porsche Team                                  | Signatech Alpine                                   | Ford Chip Ganassi Team UK              | AF Corse                                                |
| 18-19 juni   | Le Mans 24-timmars                | Marc Lieb Neel Jani Romain Dumas              | Gustavo Menezes Nicolas Lapierre Stéphane Richelmi | Olivier Pla Stefan Mücke Billy Johnson | François Perrodo Emmanuel Collard Rui Águas             |
| 24 juli      | Nürburgring 6-timmars             | Porsche Team                                  | Signatech Alpine                                   | AF Corse                               | Aston Martin Racing                                     |
| 24 juli      | Nürburgring 6-timmars             | Mark Webber Brendon Hartley Timo Bernhard     | Gustavo Menezes Nicolas Lapierre Stéphane Richelmi | Gianmaria Bruni James Calado           | Paul Dalla Lana Pedro Lamy Mathias Lauda                |
| 4 september  | Mexico City 6-timmars             | Porsche Team                                  | RGR Sport by Morand                                | Aston Martin Racing                    | Abu Dhabi-Proton Racing                                 |
| 4 september  | Mexico City 6-timmars             | Mark Webber Brendon Hartley Timo Bernhard     | Filipe Albuquerque Bruno Senna Ricardo González    | Darren Turner Richie Stanaway          | Khaled Al Qubaisi Patrick Long David Heinemeier Hansson |
| 17 september | Circuit of the Americas 6-timmars | Porsche Team                                  | Signatech Alpine                                   | Aston Martin Racing                    | Aston Martin Racing                                     |
| 17 september | Circuit of the Americas 6-timmars | Mark Webber Brendon Hartley Timo Bernhard     | Gustavo Menezes Nicolas Lapierre Stéphane Richelmi | Nicki Thiim Marco Sørensen             | Paul Dalla Lana Pedro Lamy Mathias Lauda                |
| 16 oktober   | Fuji 6-timmars                    | Toyota Gazoo Racing                           | G-Drive Racing                                     | Ford Chip Ganassi Team UK              | Aston Martin Racing                                     |
| 16 oktober   | Fuji 6-timmars                    | Stéphane Sarrazin Mike Conway Kamui Kobayashi | Roman Rusinov Alex Brundle Will Stevens            | Andy Priaulx Harry Tincknell           | Paul Dalla Lana Pedro Lamy Mathias Lauda                |
| 6 november   | Shanghai 6-timmars                | Porsche Team                                  | G-Drive Racing                                     | Ford Chip Ganassi Team UK              | Aston Martin Racing                                     |
| 6 november   | Shanghai 6-timmars                | Mark Webber Brendon Hartley Timo Bernhard     | Roman Rusinov Alex Brundle Will Stevens            | Andy Priaulx Harry Tincknell           | Paul Dalla Lana Pedro Lamy Mathias Lauda                |
| 19 november  | Bahrain 6-timmars                 | Audi Sport Team Joest                         | G-Drive Racing                                     | Aston Martin Racing                    | Abu Dhabi-Proton Racing                                 |
| 19 november  | Bahrain 6-timmars                 | Oliver Jarvis Lucas di Grassi Loïc Duval      | Roman Rusinov Alex Brundle René Rast               | Nicki Thiim Marco Sørensen             | Khaled Al Qubaisi Patrick Long David Heinemeier Hansson |

## Slutställning
| Klass           | Förare                                                | Märke   | Team                |
| --------------- | ----------------------------------------------------- | ------- | ------------------- |
| LMP1            | Marc Lieb Neel Jani Romain Dumas                      | Porsche |                     |
| LMP1-Privatteam | Dominik Kraihamer Alexandre Imperatori Mathéo Tuscher |         | Rebellion Racing    |
| LMP2            | Gustavo Menezes Nicolas Lapierre Stéphane Richelmi    |         | Signatech Alpine    |
| LMGTE Pro       | Nicki Thiim Marco Sørensen                            | Ferrari | Aston Martin Racing |
| LMGTE Am        | Emmanuel Collard François Perrodo Rui Águas           |         | AF Corse            |